# Lycopodium carolinum
Lycopodium carolinum är en lummerväxtart som först beskrevs av Lawalrée, och fick sitt nu gällande namn av Jacobus Petrus Roux. Lycopodium carolinum ingår i släktet lumrar, och familjen lummerväxter. Inga underarter finns listade i Catalogue of Life.